# Săcel (Maramureș)
Săcel (Izaszacsal en hongrois) est une commune roumaine du județ de Maramureș, dans la région historique de Transylvanie et dans la région de développement du Nord-Ouest.

## Géographie
La commune, composée du seul village de Săcel, est située dans l'est du județ, dans la haute vallée de l'Iza, entre les monts Țibleș (Munții Țibleșului) à l'ouest et les monts Rodnei (Munții Rodnei) à l'est, à la limite avec le județ de Bistrița-Năsăud.
Săcel se trouve au croisement de la route nationale DN17C d'orientation nord-sud qui relie Moisei et Salva par le col de Șetref (818 m) et la route provinciale 186 qui suit la vallée de l'Iza jusqu'à Sighetu Marmației, la capitale historique de la Marmatie qui se trouve à 59 km à l'ouest.
Baia Mare, la préfecture du județ, se trouve à 140 km à l'ouest. La ville la plus proche est Borșa, 12 km au nord-est.
Săcel dispose d'une gare de chemin de fer sur la voie ferrée Sighetu Marmației-Salva.

## Histoire
La première mention écrite du village date de 1453.
La commune a fait partie du Comitat de Maramures dans le Royaume de Hongrie jusqu'en 1920, au Traité de Trianon où elle est attribuée à la Roumanie avec toute la Transylvanie.

## Religions
En 2002, 97,8 % de la population était de religion orthodoxe.

## Démographie
En 1910, le village comptait 2 418 Roumains (79,5 % de la population), 25 Hongrois (0,8 %) et 579 Allemands (19 %).
En 1930, les autorités recensaient 2 852 Roumains (80,1 %), 44 Tsiganes (1,2 %) ainsi qu'une importante communauté juive de 651 personnes (18,3 %) qui fut exterminée par les Nazis durant la Seconde Guerre mondiale.
En 2002, le village comptait 3 765 Roumains (99,6 %).
| 1880  | 1900  | 1910  | 1930  | 1956  | 1977  | 1992  | 2002  | 2011  |
| ----- | ----- | ----- | ----- | ----- | ----- | ----- | ----- | ----- |
| 1 957 | 2 630 | 3 040 | 3 561 | 4 379 | 4 275 | 4 126 | 3 779 | 3 500 |

## Économie

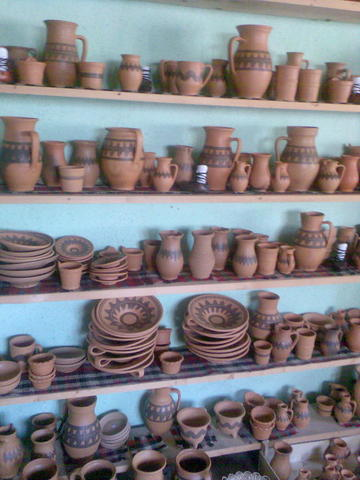
Poteries de Săcel.

L'économie de la commune est basée sur l'agriculture (pommes de terre) et l'élevage (3 735 hectares de terres agricoles) ainsi que sur l'exploitation des immenses forêts (3 920 hectares).
Le village possède une tradition de poterie artisanale qui utilise des techniques de décoration remontant au peuple dace, essentiellement des motifs tirés de la nature (motifs rouges sur céramique mate).
Un moulin traditionnel à eau fonctionne sur la rivière Iza : le moulin de Mecleș. Il y a deux moulins en un, pour la fabrication de farine et le cardage de la laine (en hiver seulement) dans deux espaces distincts. En aval du bief du moulin, sous la chute d'eau, un lavoir est en fonction.

## Lieux et monuments
- Église en pierre des Saints Apôtres (Sfinții Apostoli) de 1728.
- Ateliers de céramique.
- Moara lui Mecleș (le moulin de Mecleș) avec un vâltoare en fonction
- Réserve naturelle et géologique Peștera și Izbucul Izvorul Albastru al Izei créée en 1977 (100 ha).
- Parc national des Monts Rodnei.